# ディズニーXD放送番組一覧
このディズニーXD放送番組一覧（ディズニーエックスディーほうそうばんぐみいちらん）の項では、ウォルト・ディズニー・カンパニーによって運営されているアニメ専門チャンネル、ディズニーXDで放送されている番組を一覧にして列挙する。
ディズニー・チャンネルの番組はディズニー・チャンネル放送番組に記載する。
なお、すでに放送が終了している番組の一覧については、
- 過去にディズニー・チャンネルで放送された番組
- 過去にトゥーン・ディズニーで放送された番組
- 過去にディズニーXDで放送された番組

を参考のこと。